# Snoezelen

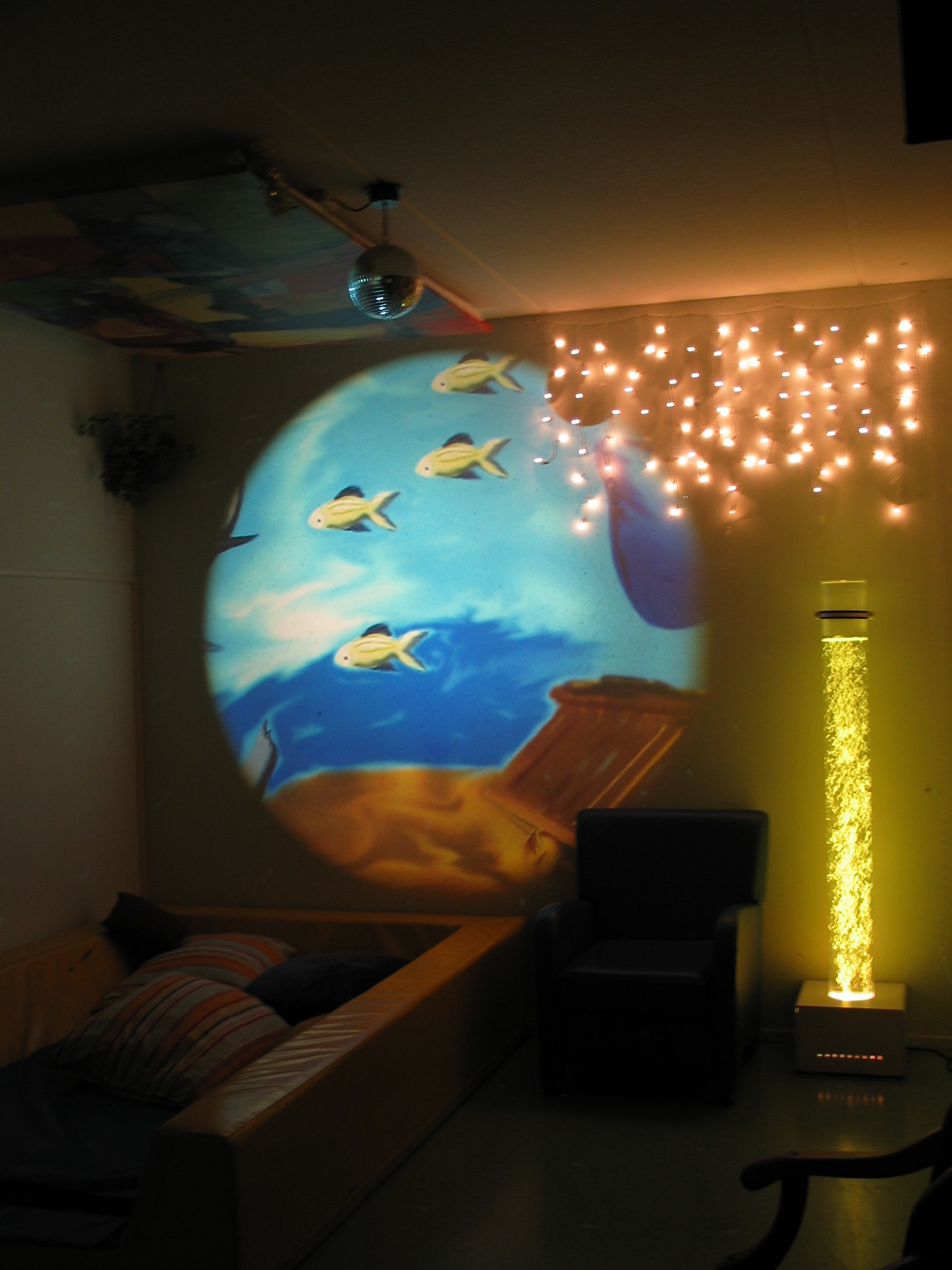
Snoezelruimte in een woning voor mensen met een verstandelijke beperking

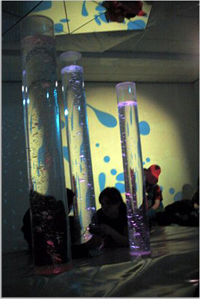
Kinderen met een beperking in een snoezelruimte

Snoezelen (ook wel zintuigactivering, gevoelsactiviteit, primaire activering en sensomotorische stimulatie genaamd) is een behandeling die aangeboden wordt aan mensen met een, meestal ernstige of zeer ernstige, verstandelijke beperking of gevorderde dementie.
De cliënt wordt gedurende kortere of langere tijd in een ruimte gelegd, waar gedempt licht, zachte muziek, geuren en meubilair dat een ontspannen houding toelaat, zoals een zitzak, een kalmerende invloed uitoefenen. Achtergrond is dat veel mensen meervoudig gehandicapt zijn, waardoor het moeilijk is om activiteiten te bedenken waar ze de dag mee doorkomen.
Er bestaan twee benaderingen: 24uurs-snoezelen en snoezelen in een aparte ruimte. Het woord zou zijn ontstaan als een samentrekking van de woorden snuffelen en doezelen.

## Gebruik
Snoezelen is een gebruikelijke behandeling in de zorgverlening aan dementerende mensen, mensen met een (ernstige) verstandelijke beperking en in het speciaal onderwijs in heel Europa en daarbuiten. Het kan individueel of met een groep. Er kunnen zorgverleners bij zijn maar ook familieleden, waaronder soms ook broertjes en zusjes van een jonge cliënt.
Bij het snoezelen staan aangepaste hulpmiddelen ter beschikking, gecombineerd met een bonte verzameling van sfeermateriaal om meerdere zintuigen te kunnen prikkelen: (tactiel, met trillingen, visueel en auditief.)
Bij het snoezelen probeert men in te spelen op de gevoelsmatige behoeften van kleuters, mensen met een verstandelijke beperking en mensen met gevorderde dementie. Zowel bij individuele bewoners als bij groepen kan zo volgens voorstanders van snoezelen verveling worden tegengegaan, zintuiglijke waarneming worden verdiept, contact worden bevorderd en ontspanning mogelijk worden, al verschilt dit alles van persoon tot persoon.
In het onderwijs wordt deze methode ook vaak toegepast bij jonge kleuters. Om hen kennis te laten maken met het sensomotorische.

## Snoezelruimte
Snoezelen gebeurt in een daartoe ingerichte ruimte, waarbij gebruikgemaakt wordt van uitnodigende hulpmiddelen die verwondering opwekken waardoor overactieve, onrustige en gespannen mensen kunnen ontspannen.
Andere benamingen die soms voor een ‘snoezelruimte’ gebruikt worden zijn: muziekkamer, relaxatieruimte, klankruimte en klankschaalkamer.